# Frankenia confusa
Frankenia confusa är en frankeniaväxtart som beskrevs av Victor Samuel Summerhayes. Frankenia confusa ingår i släktet frankenior, och familjen frankeniaväxter. Inga underarter finns listade i Catalogue of Life.